# Windglider

Logo Windglider Ostermann

Skizze Windglider Ostermann

Der Windglider ist ein Windsurfbrett. Entwickelt und produziert wurde das Sportgerät bis Anfang der 1980er Jahre im saarländischen Altforweiler von  Fred Ostermann.
1982 verkaufte Fred Ostermann das Unternehmen Windglider an die französische Unternehmensgruppe BIC, welche auch die weltbekannten BIC Feuerzeuge und BIC Kugelschreiber herstellt. Hauptmerkmal war eine Hohlkehle am Heck des Boardes, welche neben der Gewichtseinsparung den Vorteil hatte, die Stabilität des Rumpfes zu erhöhen.
Windsurfen wurde erstmals anlässlich der olympischen Sommerspiele 1984 in Los Angeles olympische Disziplin. 
Der Windglider war seinerzeit das einzig zulässige Surfboard, mit dem die Wettkämpfe ausgetragen wurden.
| Technische Daten | Windglider                            | Windglider Spider                     | Windglider Tandem                     | Windglider Ranger                     |
| ---------------- | ------------------------------------- | ------------------------------------- | ------------------------------------- | ------------------------------------- |
| Rumpf            |                                       |                                       |                                       |                                       |
| Material         | Glasfaserkunststoff voll ausgeschäumt | Glasfaserkunststoff voll ausgeschäumt | Glasfaserkunststoff voll ausgeschäumt | Glasfaserkunststoff voll ausgeschäumt |
| Länge            | 390 cm                                | 465 cm                                | 675 cm                                | 281 cm                                |
| Breite           | 65 cm                                 | 58 cm                                 | 70 cm                                 | 62 cm                                 |
| Höhe             | 14 cm                                 | 14 cm                                 | 17 cm                                 | 13,5 cm                               |
| Farben           | weiß                                  | verschieden                           | verschieden                           | verschieden                           |
| Mast             |                                       |                                       |                                       |                                       |
| Material         | Fiberglas                             | Fiberglas                             | Fiberglas                             | Aluminium                             |
| Höhe             | 450 cm                                | 450 cm                                | 450 cm                                | 275 cm                                |
| Mastfuß          | Polyamid                              | Polyamid                              | Polyamid                              | Polyamid                              |
| Gelenk           | Polyamid                              | Polyamid                              | Polyamid                              | Edelstahl                             |
| Segel            |                                       |                                       |                                       |                                       |
| Material         | Dacron                                | Dacron                                | Dacron                                | Dacron                                |
| Gewicht          | 160 g/m²                              | 160 g/m²                              | 160 g/m²                              | 160 g/m²                              |
| Größe            | 5,8 m²                                | 5,8 m²                                | 2 × 5,8 m²                            | 2,8 m²                                |
| Farben           | verschieden                           | verschieden                           | verschieden                           | verschieden                           |
| Schwert          |                                       |                                       |                                       |                                       |
| Material         | Holz                                  | Holz                                  | Holz                                  | Holz                                  |
| Griffleiste      |                                       |                                       |                                       |                                       |
| Material         | Aluminium eloxiert                    | Aluminium eloxiert                    | Aluminium eloxiert                    | Aluminium eloxiert                    |
| Durchmesser      | 32 mm                                 | 32 mm                                 | 32 mm                                 | 32 mm                                 |